# Агеево (Тульская область)
Аге́ево — посёлок (с 1948 до 2013 гг. — посёлок городского типа) в Суворовском районе Тульской области России. 
В рамках административно-территориального устройства входит в Балевскую сельскую территорию Суворовского района, в рамках организации местного самоуправления входит в Северо-Западное сельское поселение.

## География
Расположен в 75 км к западу от центра города Тулы и в 3 км к северу от центра города Суворов на противоположном от него северном берегу Черепетского водохранилища.
На западе примыкает к посёлку Шахтёрский, на востоке — к посёлку Центральный.

## История
В 1948 году населённый пункт Агеево наделён статусом посёлка городского типа (рабочего посёлка). Назван в честь Агеева Григория Антоновича — одного  из создателей партизанского движения под Тулой в годы Великой Отечественной войны.
В советское время при посёлке производилась добыча бурого угля.
С 2006 до 2013 гг. посёлок являлся центром ныне упразднённого городского поселения рабочий посёлок Агеево, включавшего пять посёлков: Агеево, Шахтёрский, Центральный, Глубоковский и Аварийный.
В 2013 году Агеево преобразовано в сельский населённый пункт (посёлок). 

## Население
| 1959   | 1970  | 1979  | 1989  | 2002  | 2009  | 2010 |
| ------ | ----- | ----- | ----- | ----- | ----- | ---- |
| 10 871 | ↘8961 | ↘6989 | ↘6064 | ↗6106 | ↗6273 | ↘541 |
| 2012   | 2013  |       |       |       |       |      |
| ↘519   | ↘501  |       |       |       |       |      |

## Экономика
Глиняный карьер, производство ж/б конструкций, чулочная фабрика